# 497
سنة 497 م (بالأرقام الرومانية: CDXCVII) كانت سنة بسيطة تبدأ يوم الأربعاء (الرابط يظهر نموذج الجدول الزمني الكامل للسنة) من التقويم اليولياني. بدأت تسمية السنة ب497 منذ العصور الوسطى المبكرة، عندما أصبح تقويم أنو دوميني هو الأسلوب السائد في أوروبا لتسمية السنوات.

## أحداث
- نهاية الحرب الإيساورية في 497 والتي بدأت في 492.

## مواليد
- عبد المطلب بن هاشم جد النبي محمد صلى الله عليه وسلم

## وفيات
- هاشم بن عبد مناف